# Qin Kuai
Qin Kuai o Qin Hui (17 de enero de 1090-18 de noviembre de 1155) fue un político chino. Fue canciller de la dinastía Song en la historia china.
Fue contemporáneo de Yue Fei durante el reinado del emperador Gaozong de Song. Los historiadores modernos han culpado a Qin Hui de traidor por su participación en la persecución y ejecución de su enemigo político, Yue Fei, un general que luchó por los Song contra la dinastía Jin durante las Guerras Jin-Song.
También fue apodado "Qin el de las piernas largas" (chino: 秦長腿).